# ZAZ (azienda)
La ZAZ, acronimo di Zaporiz'kyj avtomobilebudivel'nyj zavod (in ucraino Запорізький автомобілебудівельний завод?) (in russo Запорожский Автомобильный Завод?) è una casa automobilistica ucraina ex sovietica (con sede a Zaporižžja), attiva dal 1958.

## Storia

### La "Koop" e la "Kommunar"
L'azienda affonda le sue radici nell'attività fondata dal tedesco Abraham J. Koop che fabbricava macchine agricole. La fabbrica fu costruita dalla comunità dei Mennoniti con la denominazione Abraham J. Koop nel 1863 e produceva parti in metallo per mulini e aratri, seminatrici. Venne statalizzata assumendo la denominazione Kommunar e continuò a produrre 24 tipi diversi di macchine agricole. La prima trebbiatrice risale al 1929, con 129.724 esemplari costruiti fino al 1952, esclusi gli anni della seconda guerra mondiale, durante i quali l'azienda fu convertita alla produzione bellica. Nel 1930 Kommunar iniziò la fabbricazione della prima trebbiatrice sovietica, tecnicamente simile a quella prodotta dalla statunitense Holt Manufacturing Company. La produzione permise all'Unione Sovietica di diminuire l'importazione di macchine dall'estero.

### La ZAZ
Come tutte le case sovietiche (all'epoca l'Ucraina era una delle repubbliche dell'URSS), la ZAZ nacque per volere del Governo centrale sovietico che avviò la costruzione dello stabilimento di Zaporozhsky, con l'intento di produrre un'automobile in grado d'innescare la motorizzazione di massa. 
Per raggiungere lo scopo prefissato (peraltro mai raggiunto dalla ZAZ, dato che per motorizzare l'Unione Sovietica occorrerà aspettare la Lada-Vaz Zhiguli del 1970), venne deliberata la produzione di un'utilitaria, semplice ed economica, con motore a sbalzo sul retrotreno e trazione posteriore.

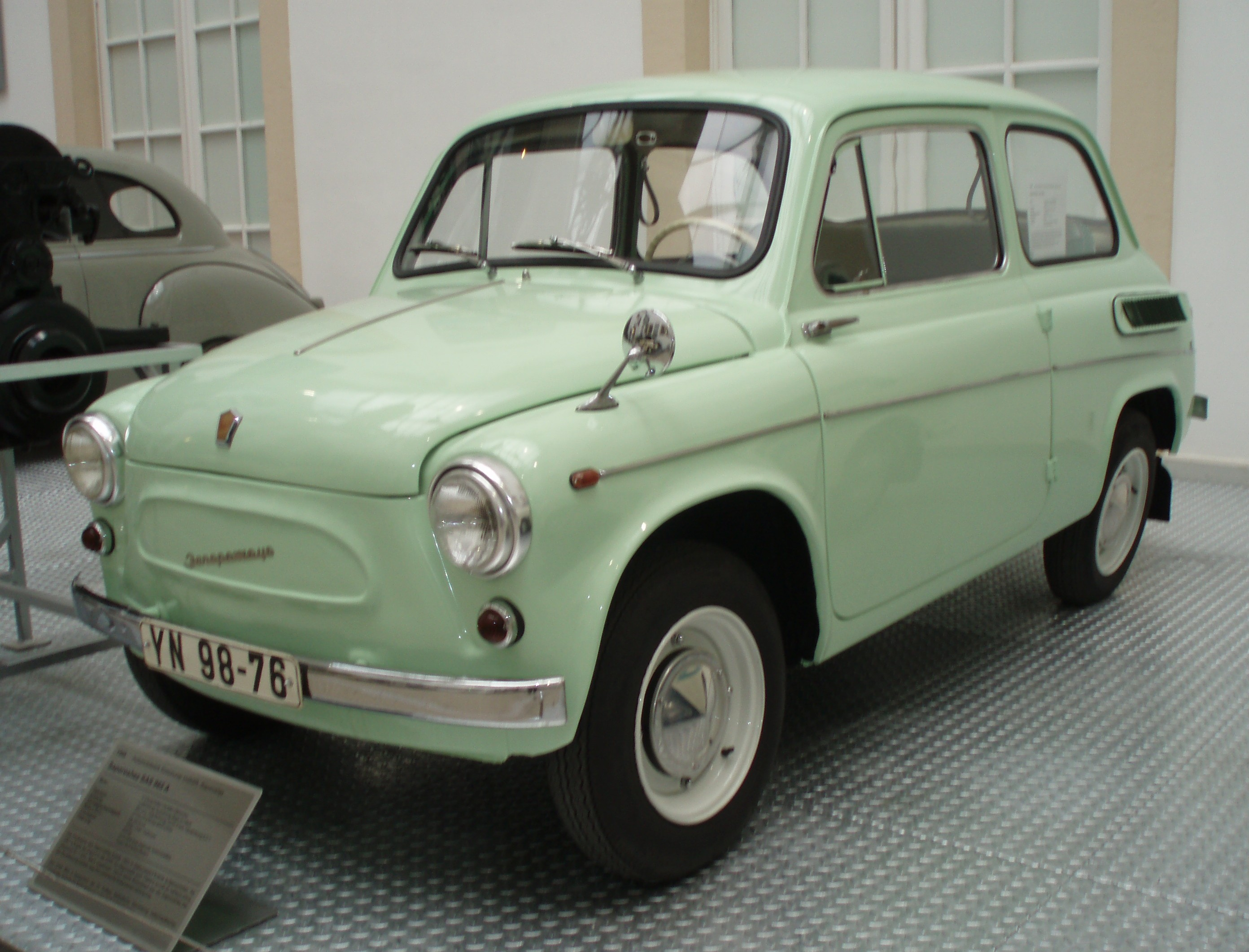
ZAZ-965A Zaporozhets (prima serie)

Il Ministro dei trasporti sovietico impose agli uomini ZAZ (deliberatamente, perché non c'era alcun accordo ufficiale con la Casa torinese) di "ispirarsi" alla Fiat 600.
Così la 965, primo modello della Casa ucraina, traeva più di uno spunto, sia a livello estetico che tecnico, dall'utilitaria italiana. Interessante, invece, il motore, un V4 raffreddato ad aria a circolazione forzata di 750 cm³  (poi elevato a 900 cm³), montato posteriormente a sbalzo e dotato di contralbero per ridurre le vibrazioni. La potenza era comunque modesta (23 cv per la 750, 26 per la 900). Altra differenza rispetto alla "600" sono le sospensioni anteriore a barra di torsione del tipo "Maggiolino".
Presentata al Salone dell'automobile di Bruxelles nel febbraio 1961, fu importata nel mercato dell'Europa occidentale, in pochissimi esemplari, con la denominazione Yalta 965.

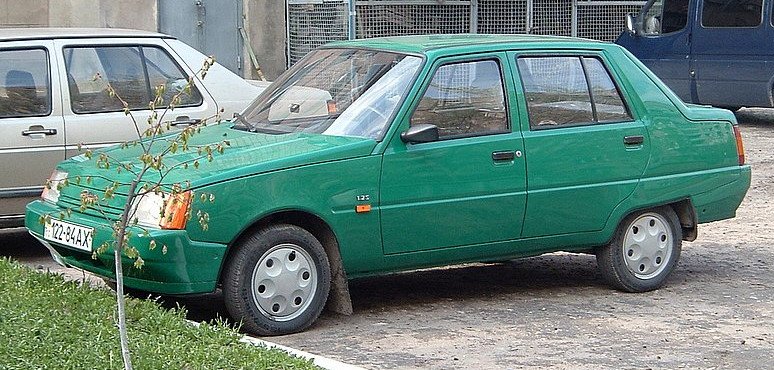
Una ZAZ Slavuta

Nel 1967 la 965 venne affiancata dalla 966, che manteneva la meccanica del modello precedente (ma la potenza era di 30cv). Anche la 966 non era tutta farina del sacco ZAZ: la linea era fortemente ispirata a quella della NSU Prinz. Questo modello rimase in produzione, con varie evoluzioni (incrementi di cilindrata, adozione di motori Renault raffreddati a liquido e girandola di nomi: 968, Yalta), fino al 1994.
Nonostante la realizzazione di vari prototipi, la produzione ZAZ non beneficiò di modelli nuovi fino alla metà degli anni ottanta.
Le basse vendite, dovute anche alla scarsissima affidabilità dei prodotti, portarono la ZAZ a realizzare un nuovo modello decisamente più moderno: nel 1987 è iniziata la produzione della Tavria, terminata nel 2007. La versione a 3 volumi chiamata Slavuta è rimasta in produzione fino al 2011.

### Collaborazioni
Nel 1998 è stata attivata una joint-venture con la coreana Daewoo ed è iniziato l'assemblaggio di diversi modelli di quest'ultima per il mercato ex-sovietico.
Dopo la bancarotta della Daewoo Motors nel 2001 UkrAVTO comprò AvtoZAZ holding nel 2002, rilevandone i siti produttivi. Nel frattempo sono stati stretti accordi di collaborazione con altre case automobilistiche per la produzione di modelli su licenza, talvolta presentati sul mercato interno con marchio ZAZ.
Alla fine del 2004 iniziò la produzione serie della ZAZ Lanos (T150). Nel 2006 ZAZ raggiunge un accordo con la cinese Chery Automobile per la produzione della Forza, derivata della Chery A13. Lo stesso anno la produzione della Chevrolet Aveo (T250) fu spostata dalla Fabryka Samochodów Osobowych alla ZAZ.
Nella prima metà del 2012 ZAZ ha fabbricato 20.060 veicoli, 30% in meno rispetto al 2011..

## Modelli

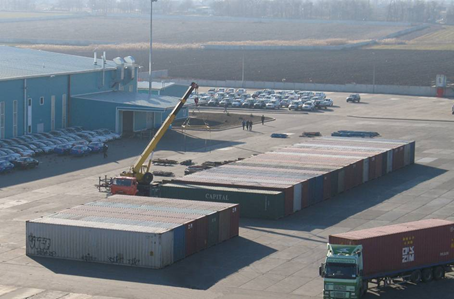
Vista aerea IZAA

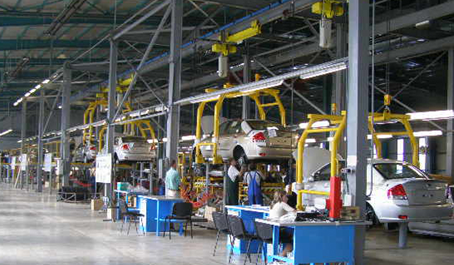
Kia Cerato nella fabbrica IZAA

### Produzione propria
- ZAZ-965 Zaporozhets (1960–1969)
- ZAZ-966 Zaporozhets (1967–1972)
- ZAZ-968 Zaporozhets (1972–1994)
- ZAZ-1102 Tavria (1989–1997)
- ZAZ-1102 Tavria Nova (1998–2007)
- ZAZ-1105 Dana (1994–1997)
- ZAZ-11055 Pick-up (1998–2011)
- ZAZ-1103 Slavuta (1998–2011)
- ZAZ Forza (2010– )

### Assemblaggio su licenza
Sito Illichivsk Automobile Parts Plant:
- Chevrolet Aveo (2004– )[6][7]
- Chevrolet Captiva (2005– )
- Chevrolet Epica (2005– )
- Chevrolet Evanda (2005– )[8]
- Chevrolet Lacetti (2003– ) (model J200)[9]
- Daewoo Lanos (1998–2005) (model T100)
- Daewoo Sens (2002–2005)
- Daewoo Nubira (1998–2001)
- Daewoo Leganza (1998–2001)
- Daewoo Tacuma (2005– )

Sito Zaporizhia Automobile Building Plant:
- Chery Amulet (2005- )
- Dacia Solenza (2003)
- Kia Cee'd (2009–2010)
- Kia Sportage (2009– )
- Lada 21093 (2005– )
- Lada 21099 (2005– )
- Opel Astra (2003– )[10]
- Opel Vectra (2003– )
- Opel Corsa (2003– )
- Opel Combo (2003– )
- Mercedes-Benz Classe E (2002–2006)[11]
- Mercedes-Benz Classe M (2002–2006)[11]

Sito Melitopol Motor Plant:
- ZAZ-A07A I-Van (2014-presente)
- ZAZ-A10C I-Van (2014-presente)
- TATA LPT-613 (2014-presente)

## Galleria d'immagini

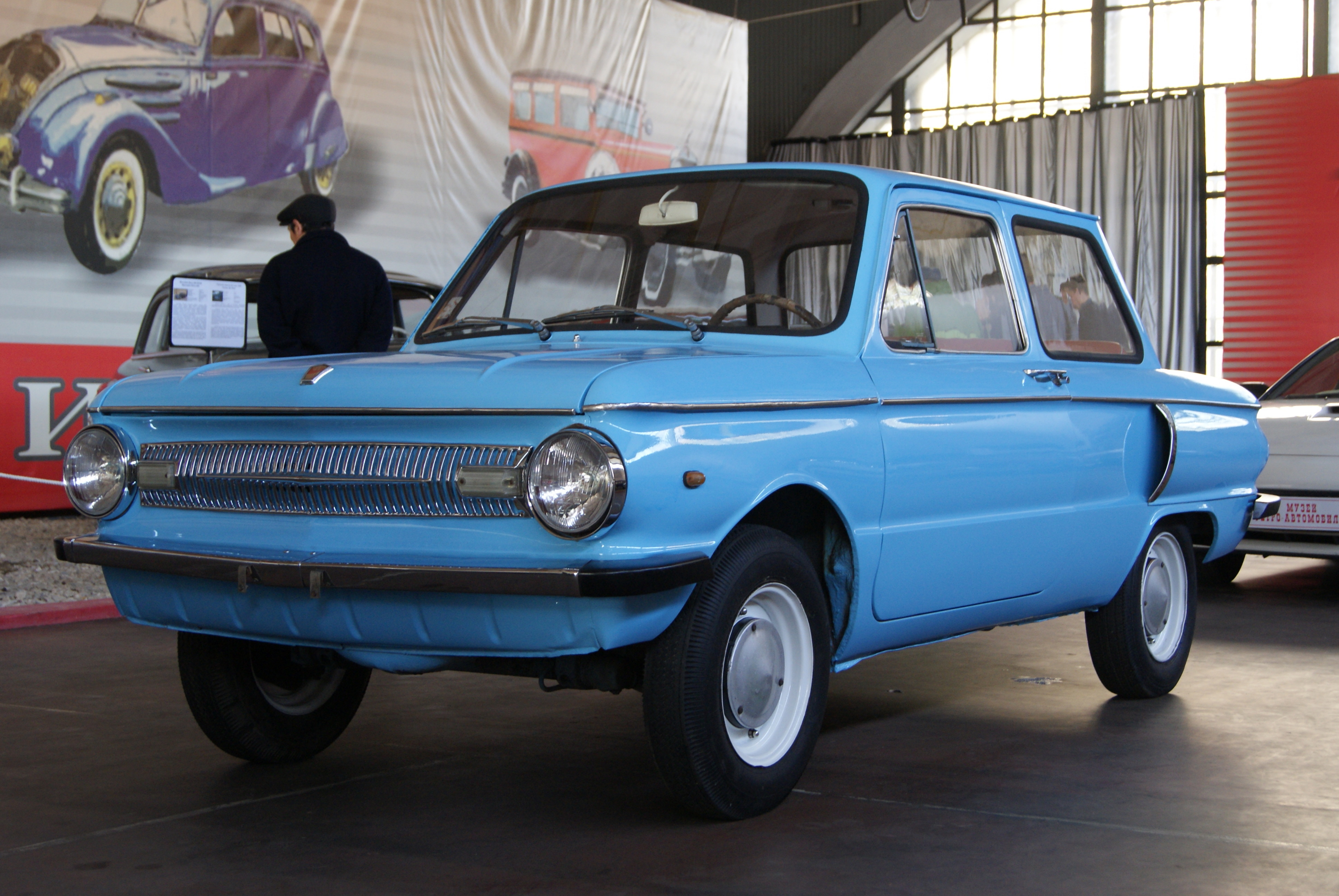
ZAZ-966 Zaporozhets (seconda serie)
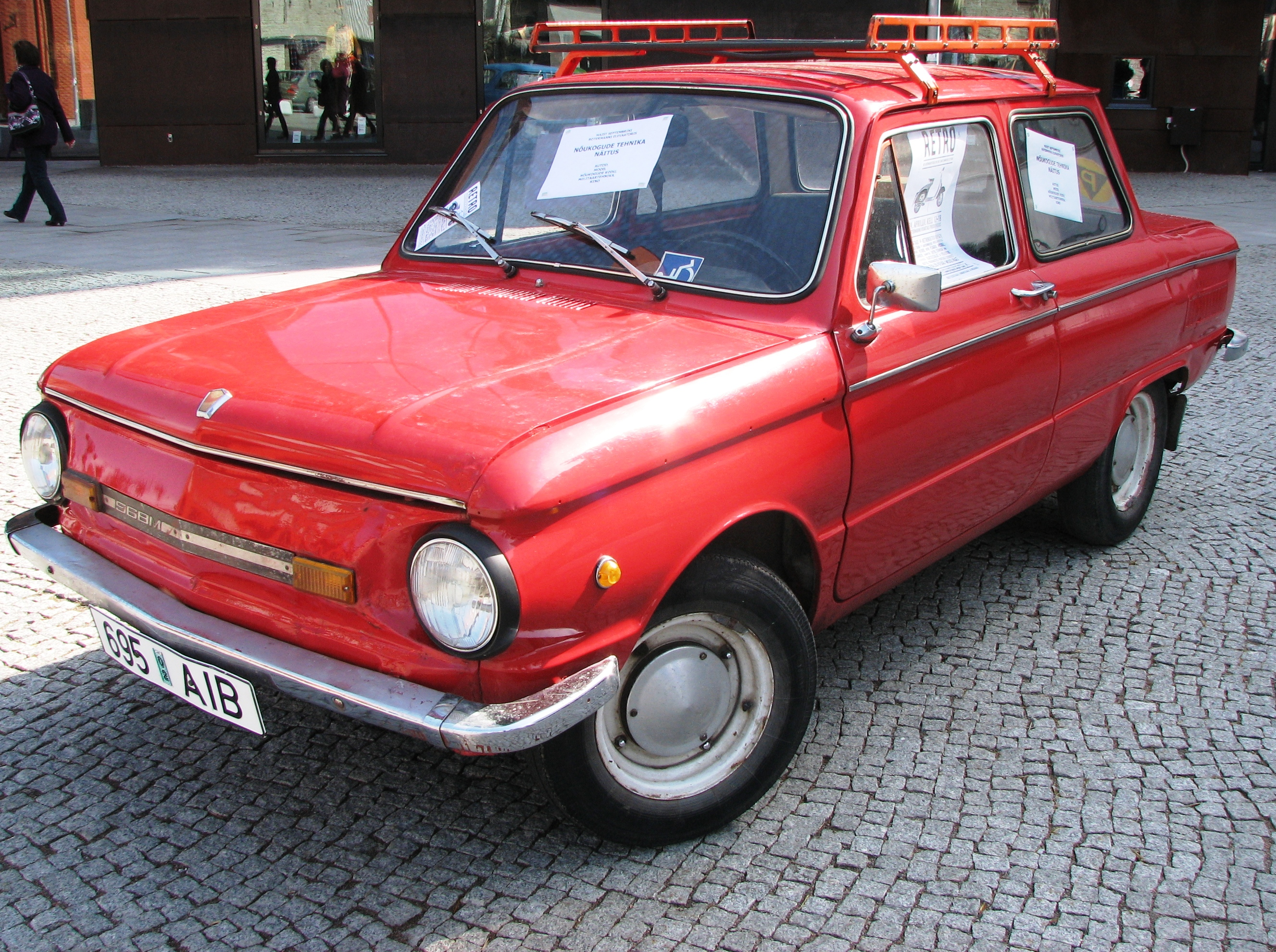
ZAZ-968M Zaporozhets (restyling seconda serie)
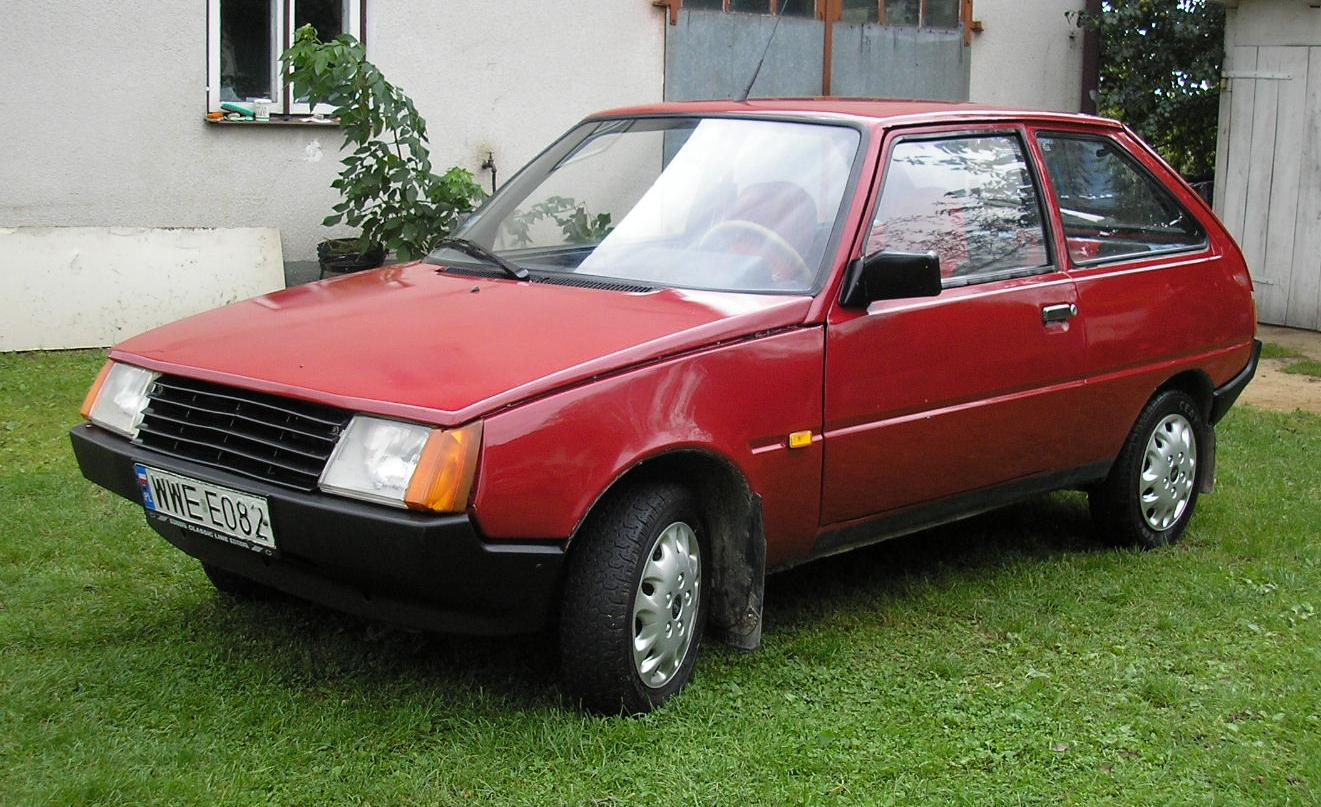
ZAZ-1102 Tavria
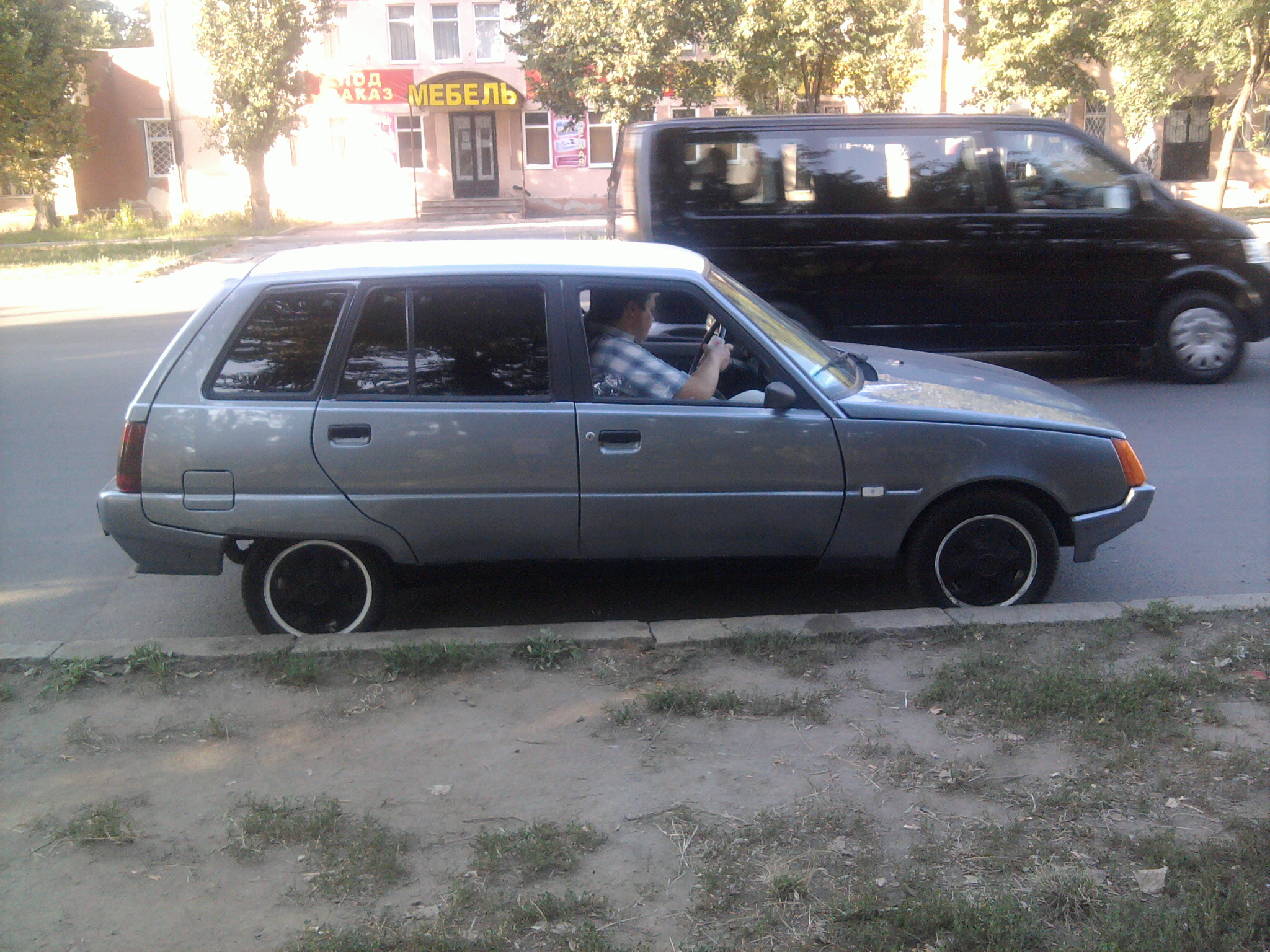
ZAZ-1105 Dana
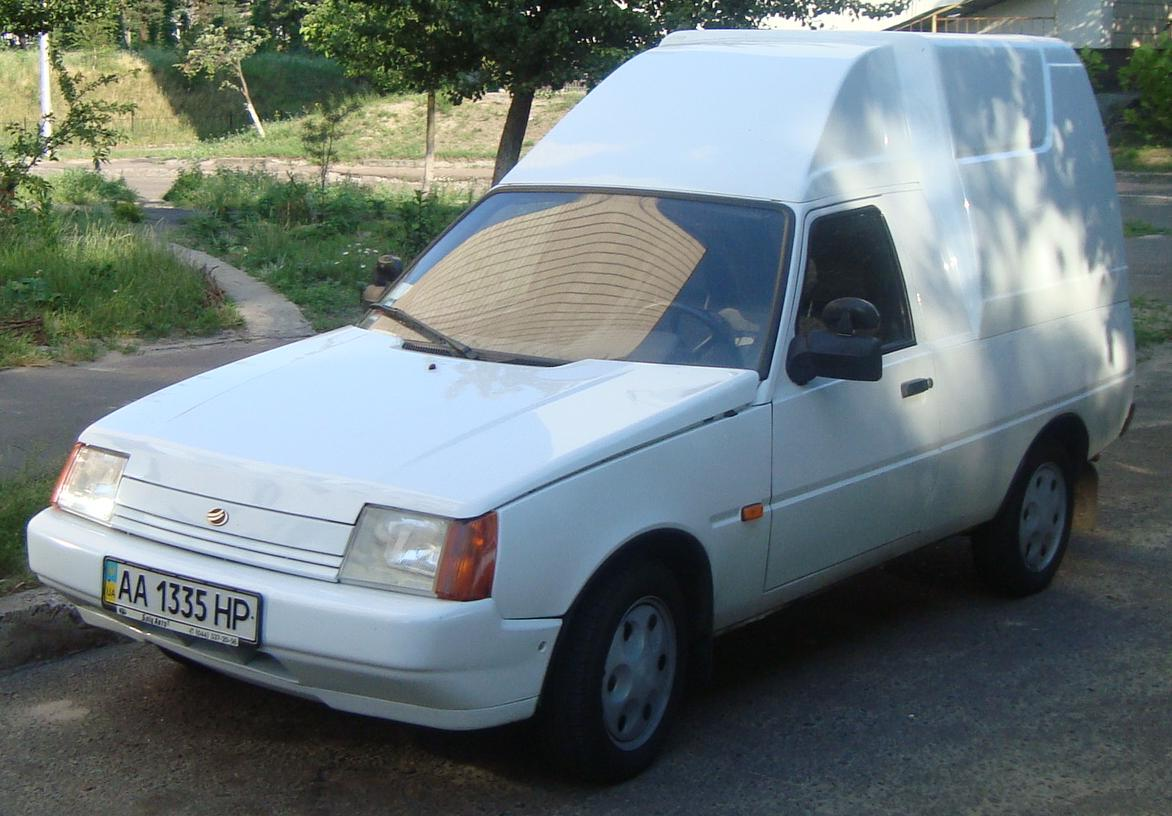
ZAZ-11055 Tavria Pick-up
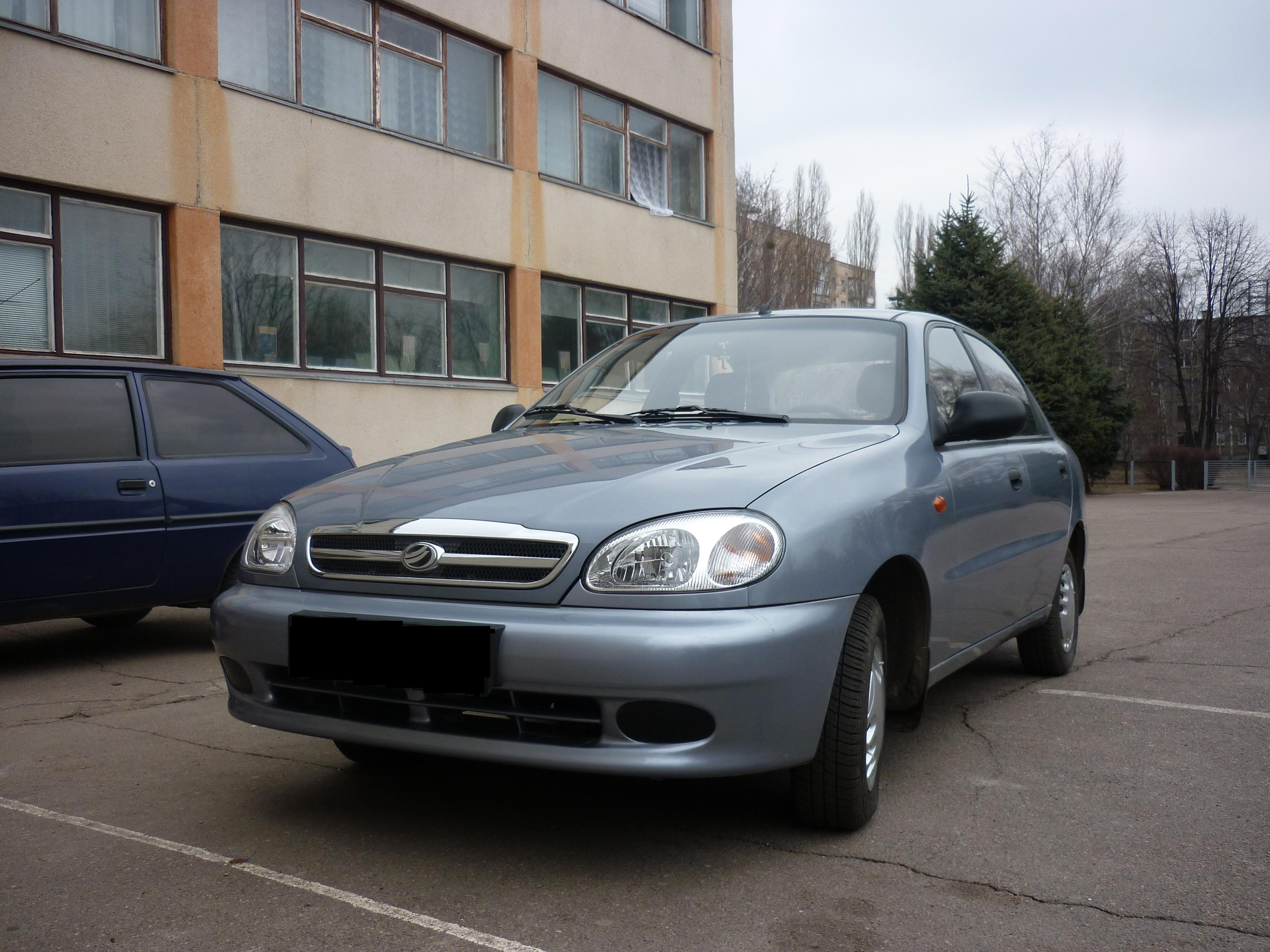
ZAZ Sens/Chance/Lanos
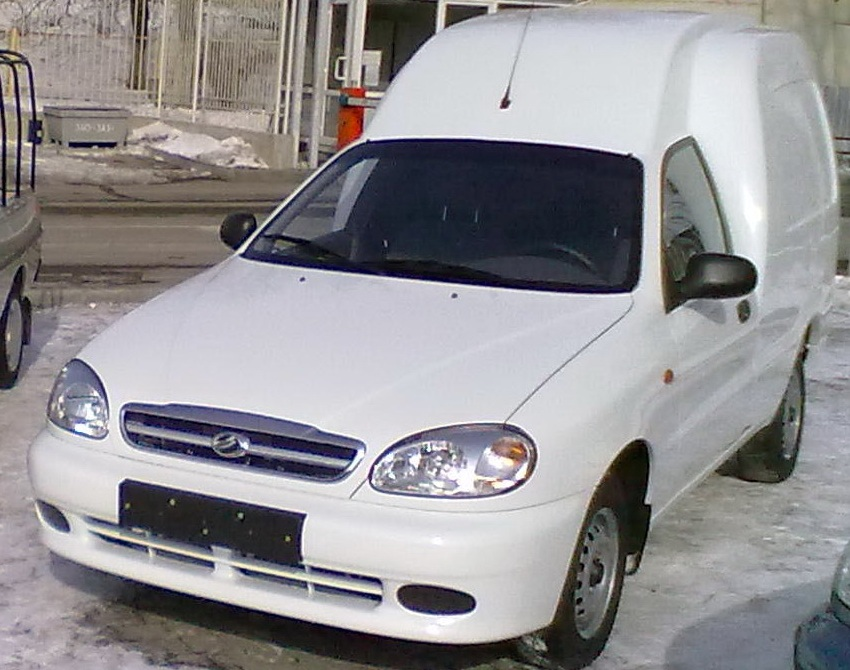
ZAZ Sens/Lanos Pick-up
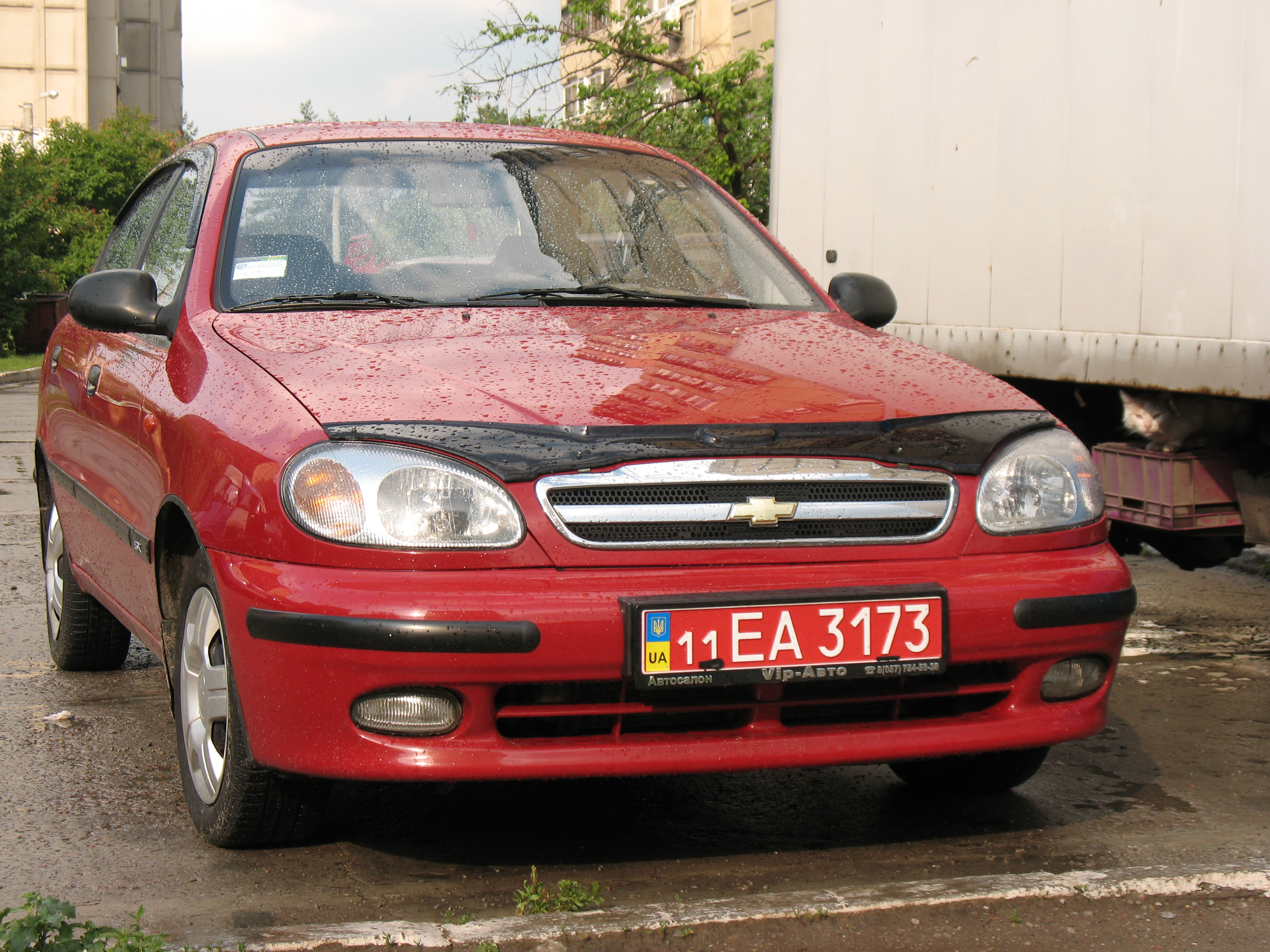
Chevrolet Lanos
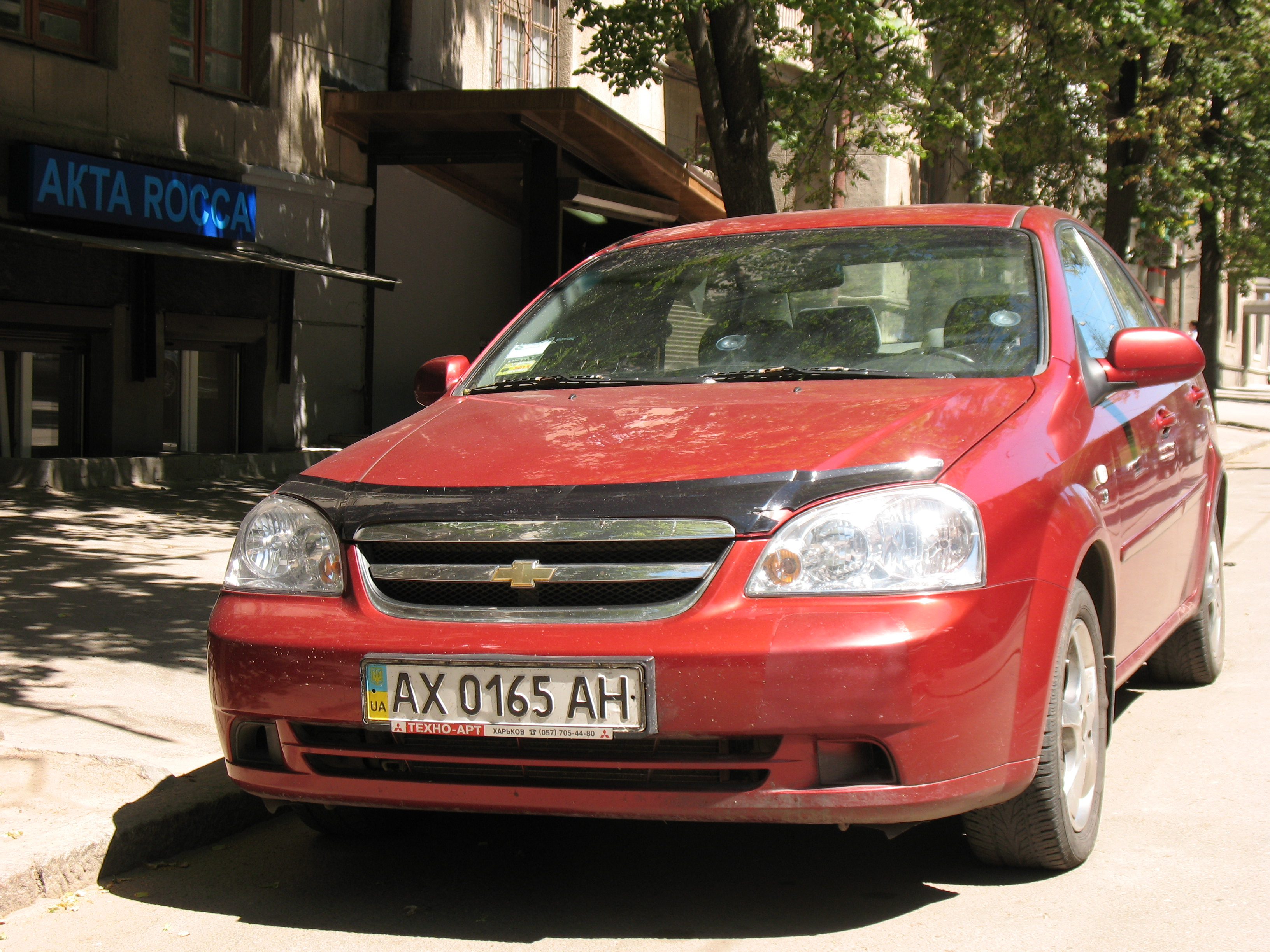
Chevrolet Lacetti
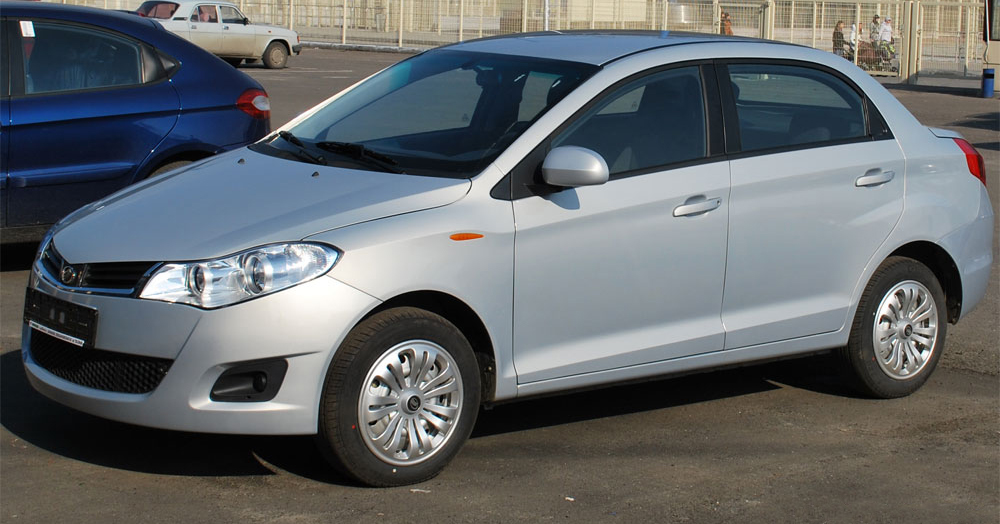
ZAZ Forza
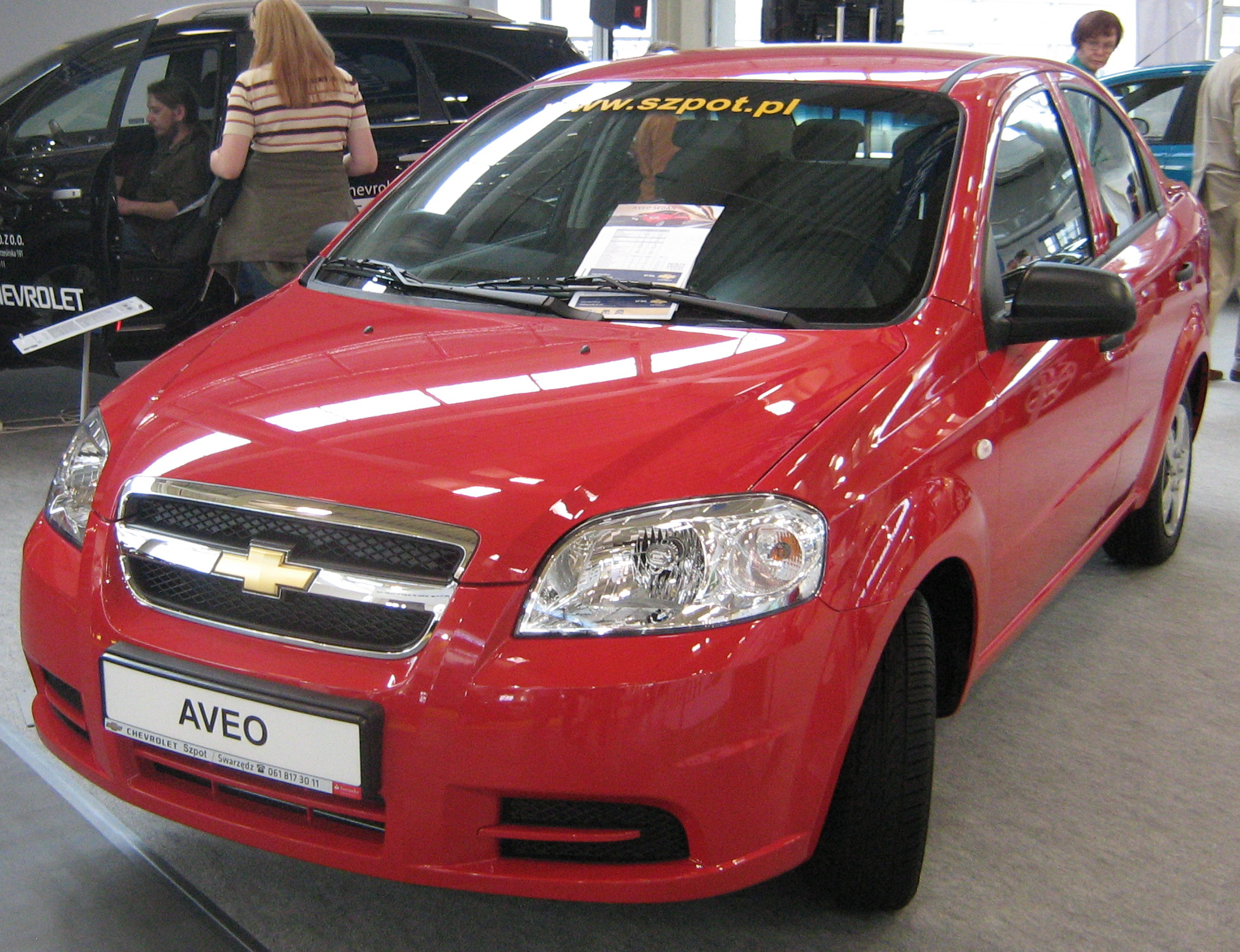
Chevrolet Aveo (aka ZAZ Vida)
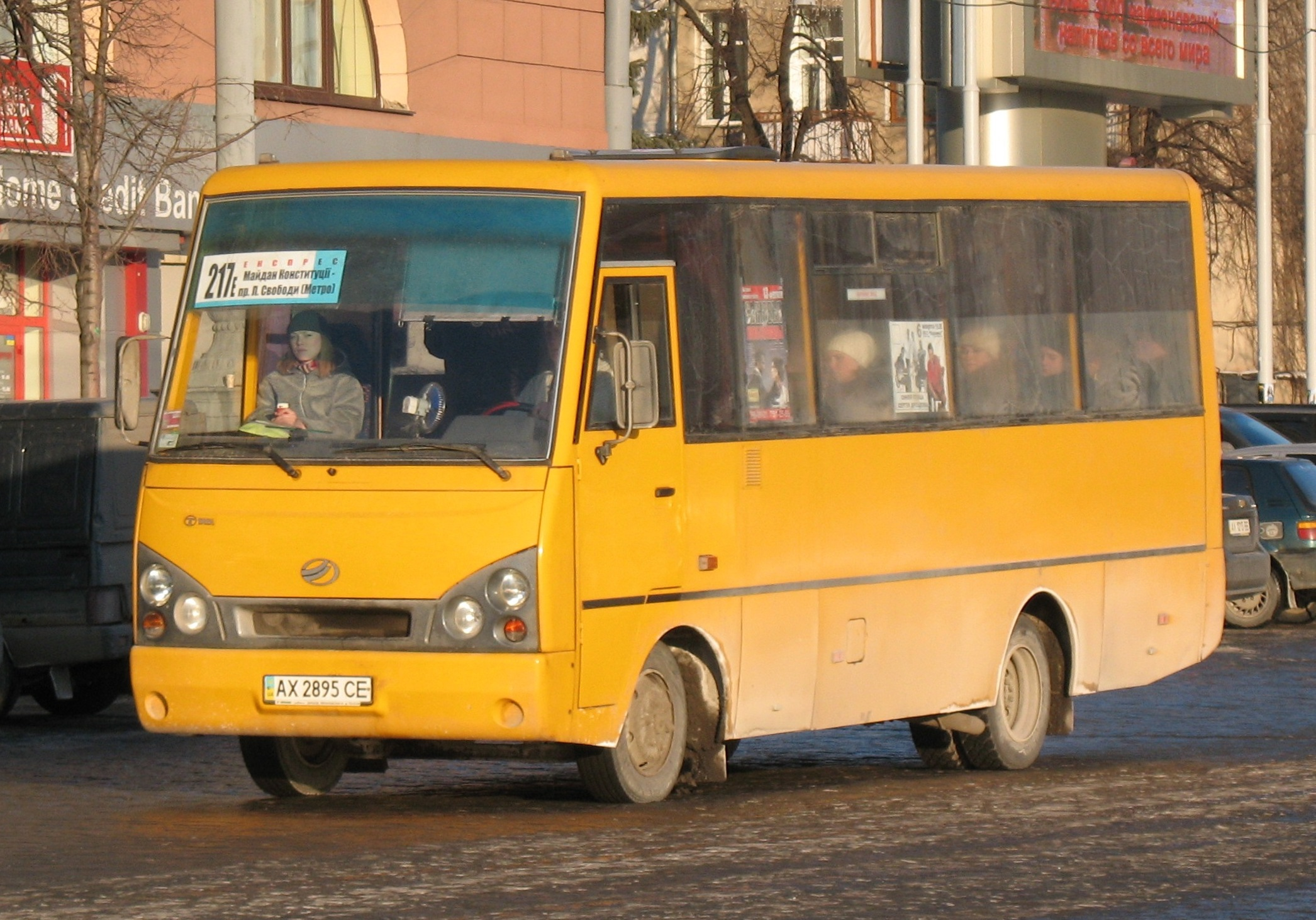
ZAZ-A07A I-Van bus
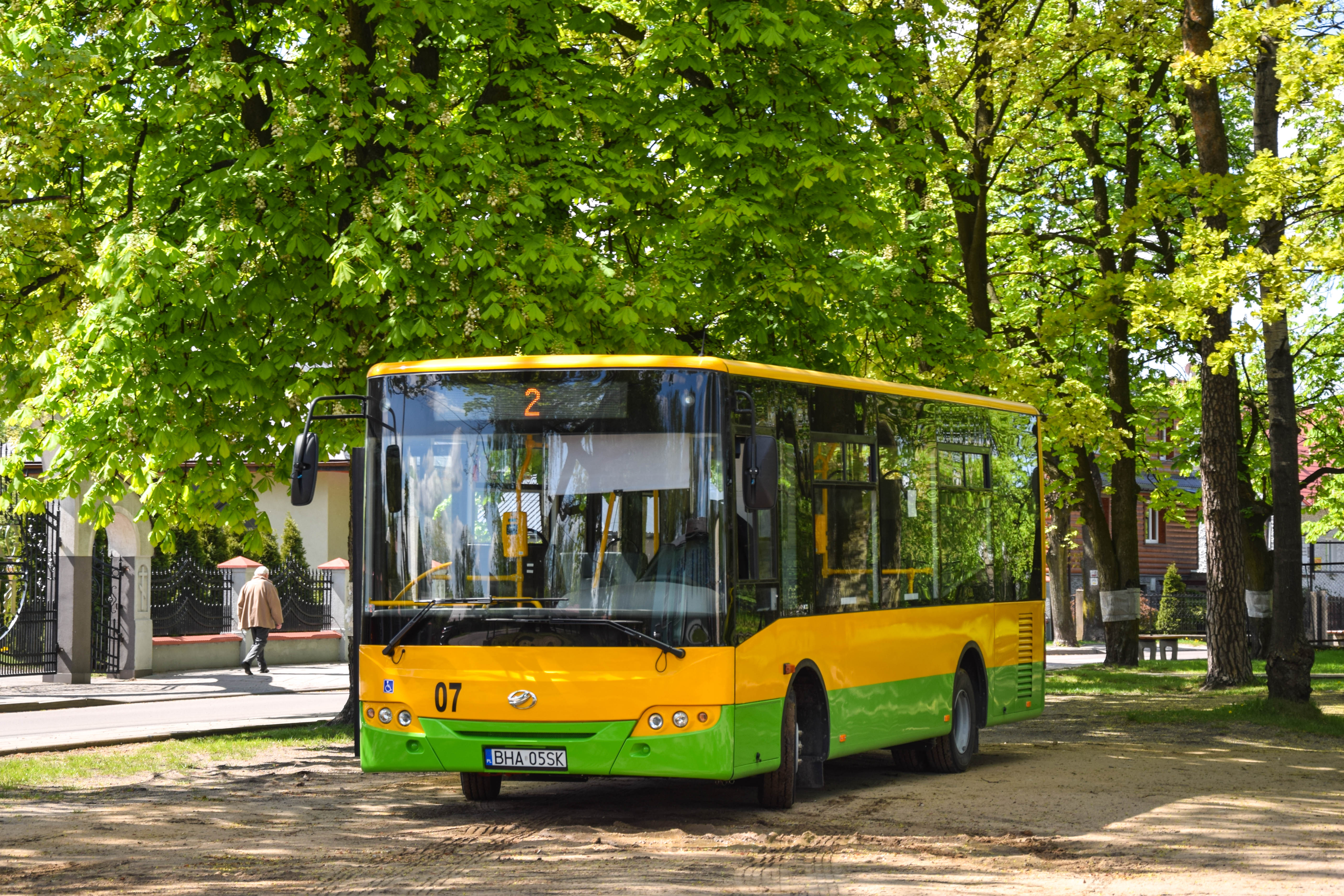
ZAZ-A10C I-Van bus
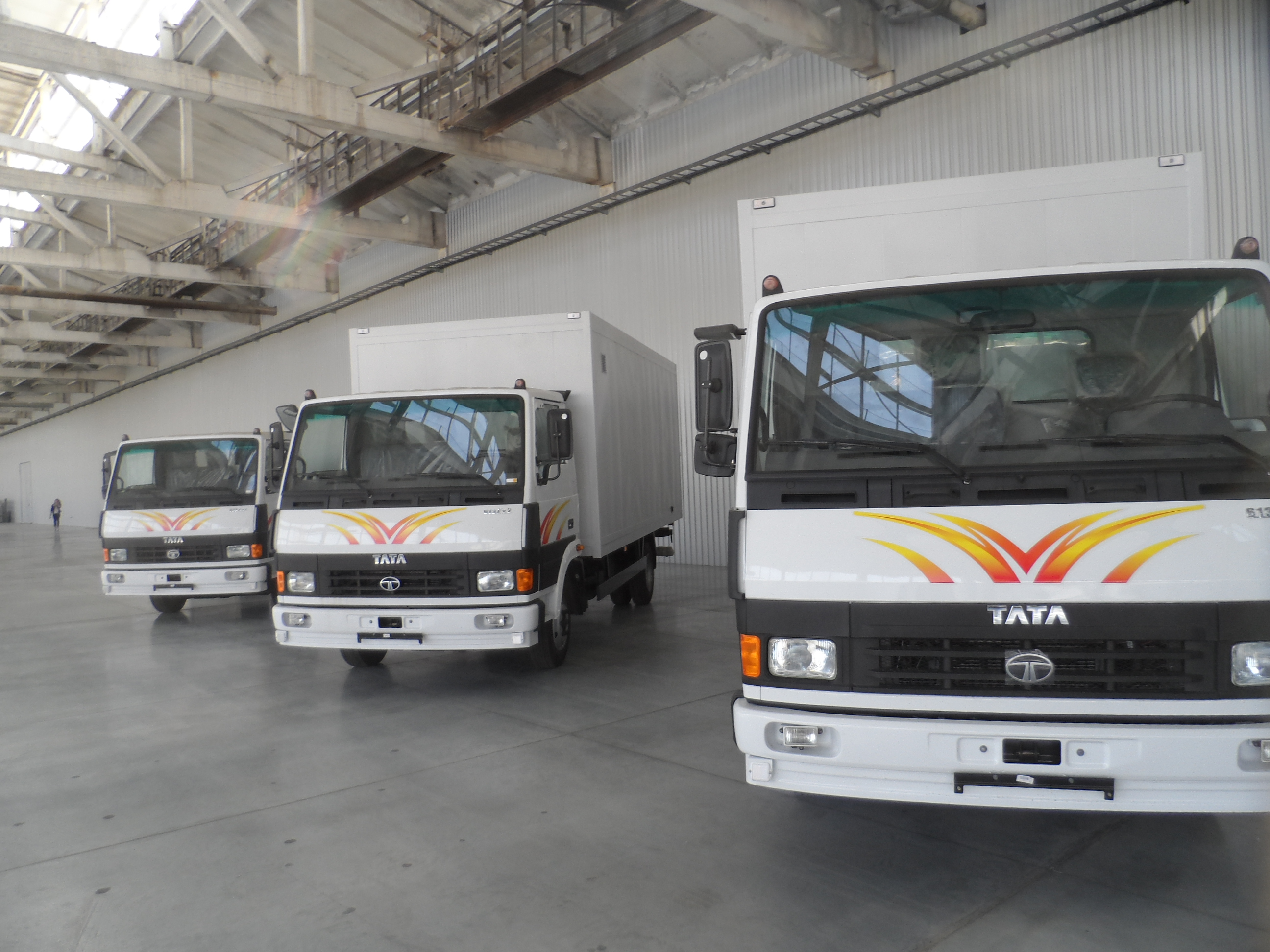
TATA LPT-613 truck